# Semafor (kolejnictwo)
Semafor (od fr. sémaphore, z gr. σῆμα „znak” i -φορος „nosiciel”) – sygnalizator kolejowy do sterowania ruchem kolejowym poprzez wizualne informowanie maszynisty przy pomocy ustawienia ramion (semafory kształtowe) lub barwnych świateł (semafory świetlne lub kształtowe pod warunkiem, że zostały wyposażone w odpowiednie latarnie zapalane w porze nocnej) o prędkości jazdy bądź nakazie zatrzymania pociągu, obowiązującej prędkości przy tym, oraz na kolejnym semaforze. Obecnie najczęściej spotykanym typem semafora jest semafor świetlny, w wielu miejscach pozostały jeszcze jako czynne semafory kształtowe.

## Historia

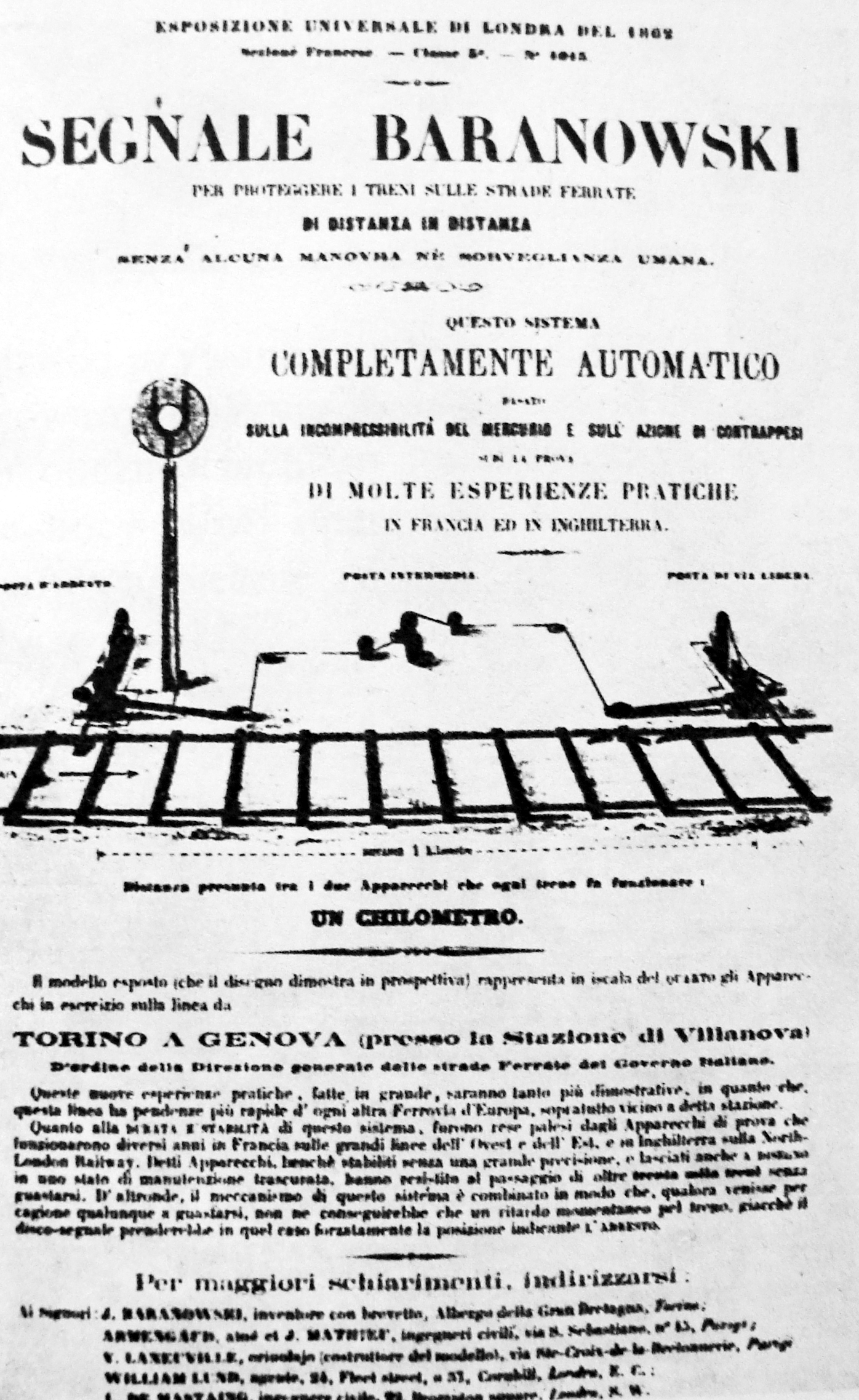
Automatyczny system sygnalizacji kolejowej wymyślony przez Jana Baranowskiego w 1857 roku

Pierwszy automatyczny system sygnalizacji kolejowej wynalazł we Francji polski inżynier Jan Józef Baranowski. Jego wynalazek został po raz pierwszy praktycznie zastosowany w 1857 roku na linii Paryż – Rouen, a w listopadzie tego roku na linii Paryż – St Germain. System Baranowskiego został wprowadzony również rok później we Włoszech na linii kolejowej Genua – Turyn oraz po unowocześnieniu na linii Paryż – Bruksela. Zaprezentowano go w 1862 roku na Wystawie Światowej w Londynie i był później stosowany także w Anglii.

## Typy i budowa semaforów

### Semafory kształtowe
Semafory kształtowe to starszy typ semaforów, zaopatrzony w jedno lub więcej ramion umieszczonych na wysokim słupie, których wychylenie wskazuje dozwoloną prędkość. W Polsce semafory kształtowe mają jedno lub dwa ramiona, malowane na biało z czerwoną obwódką (lub, dla zwiększenia widoczności, czerwono z białą obwódką) od strony szlaku i na biało-czarno od przeciwnej. Maskownica znajdująca się na semaforze, mająca za zadanie informować maszynistę o zbliżaniu się do semafora kształtowego, malowana jest w biało-czerwone pasy z tym, że czerwony pas zawsze musi być w środku. W innych krajach (np. Wielkiej Brytanii) ramiona dla łatwiejszego odróżnienia bywają malowane na różne kolory. Aby nastawienie semafora można było rozpoznać także w nocy, wprowadzono latarnie z kolorowymi przesłonami, które sprzężone z ramieniem semafora, zapalane w porze nocnej, pokazują także w ciemności jak ustawione są ramiona.

### Semafory świetlne

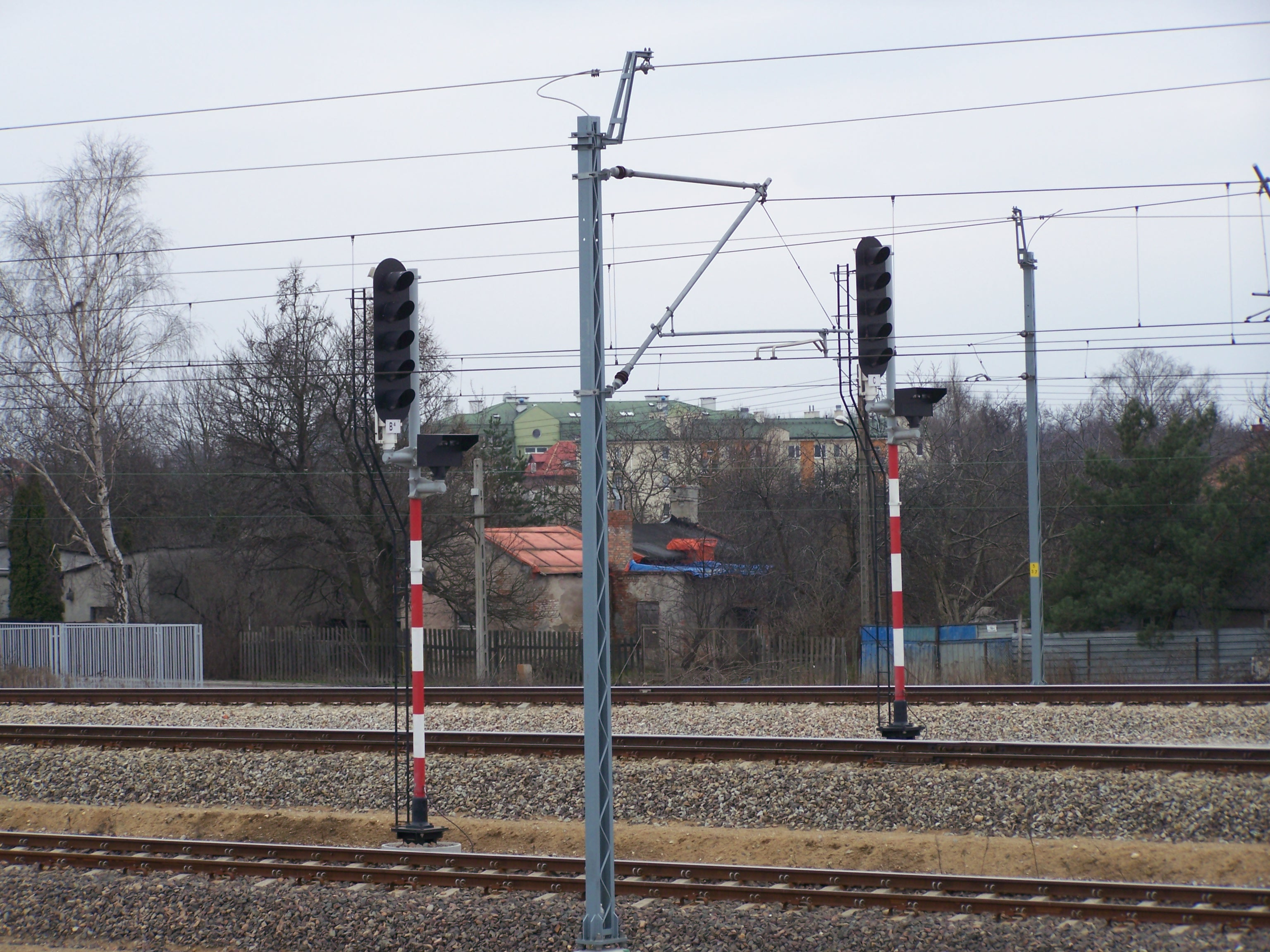
Semafory świetlne przystanku Warszawa Aleje Jerozolimskie

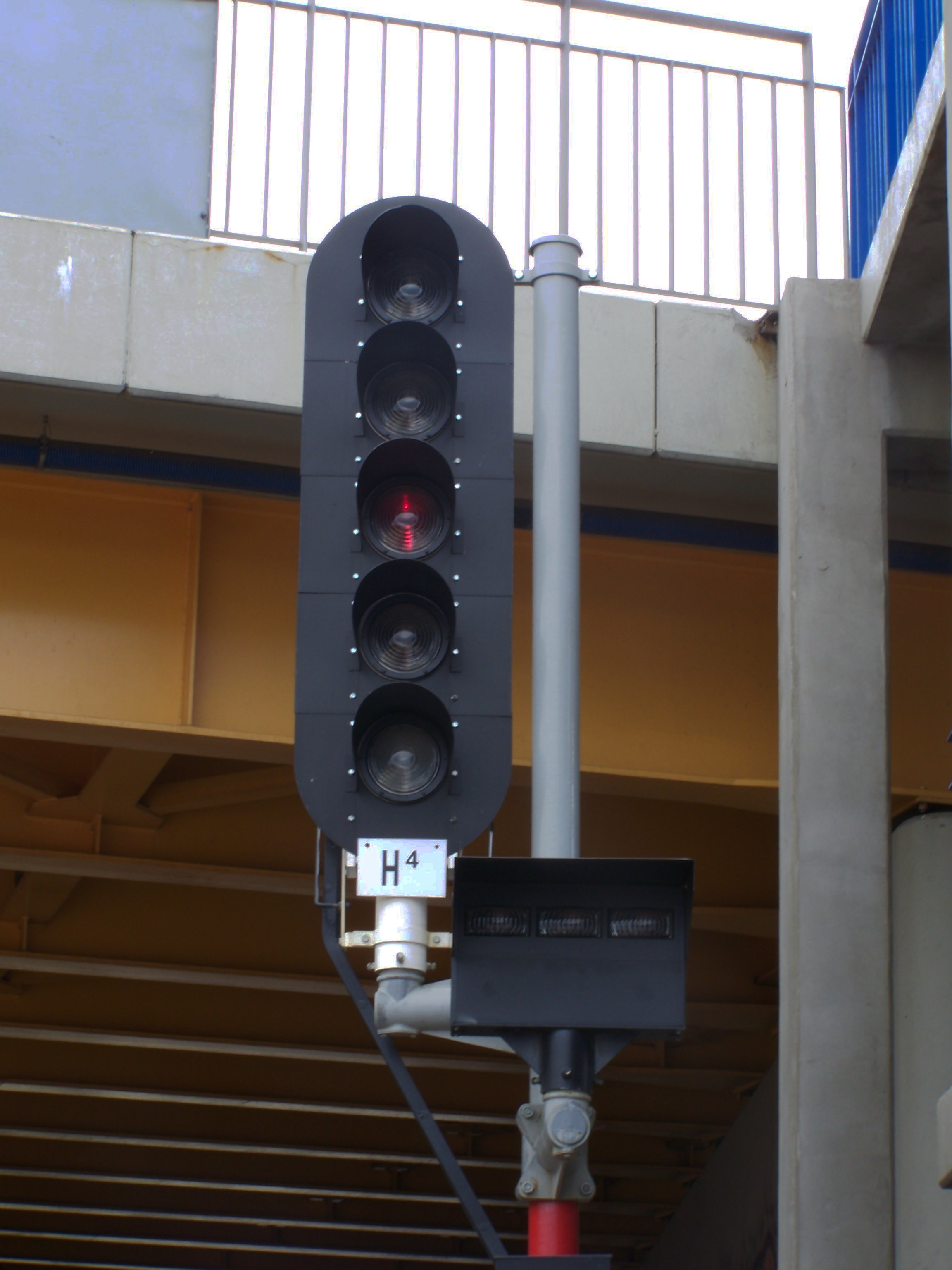
Głowica semafora z pomarańczowym pasem świetlnym (wygaszonym)

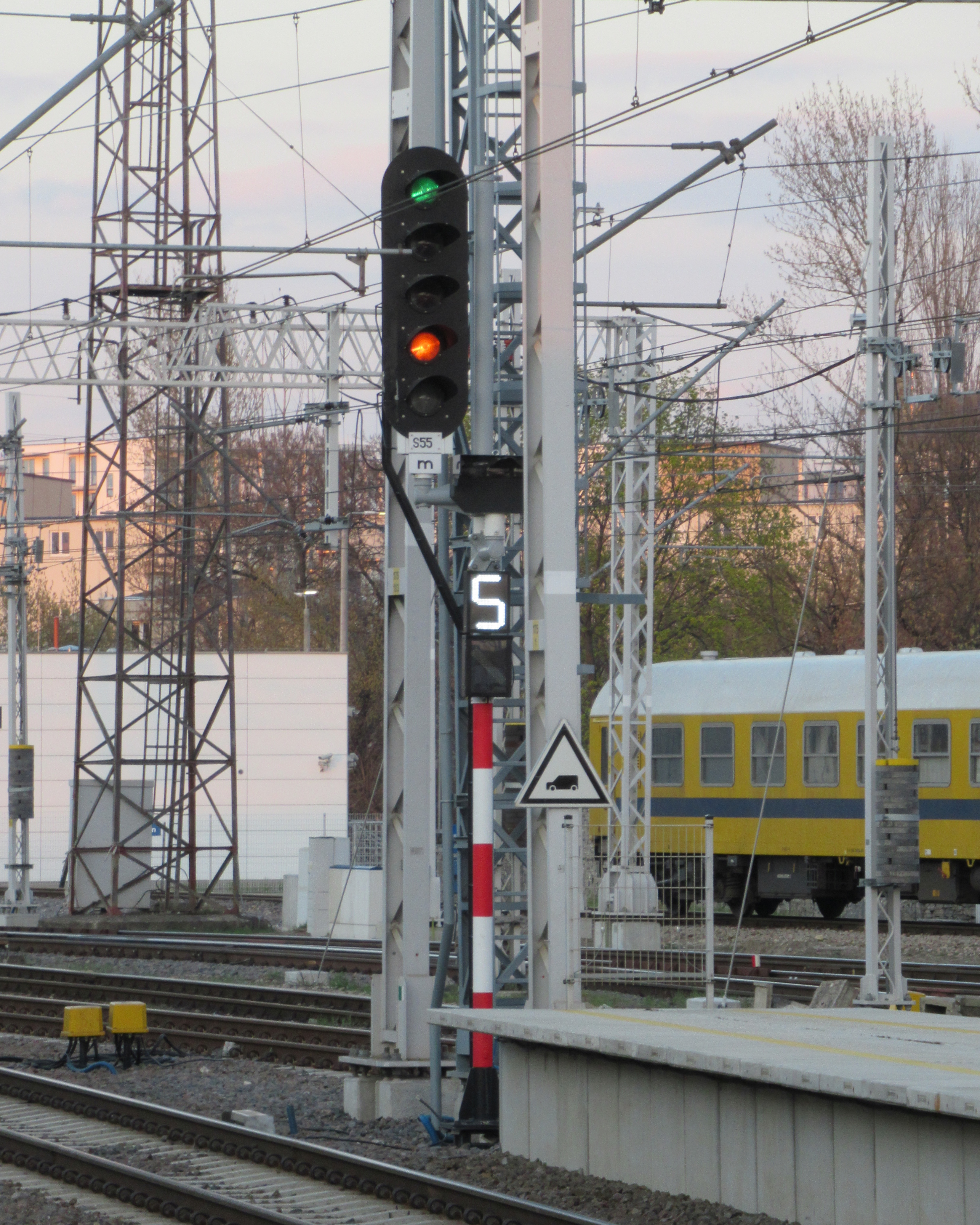
Semafor z pomarańczowym pasem świetlnym (wygaszonym) oraz wskaźnikami W 6a i W 21

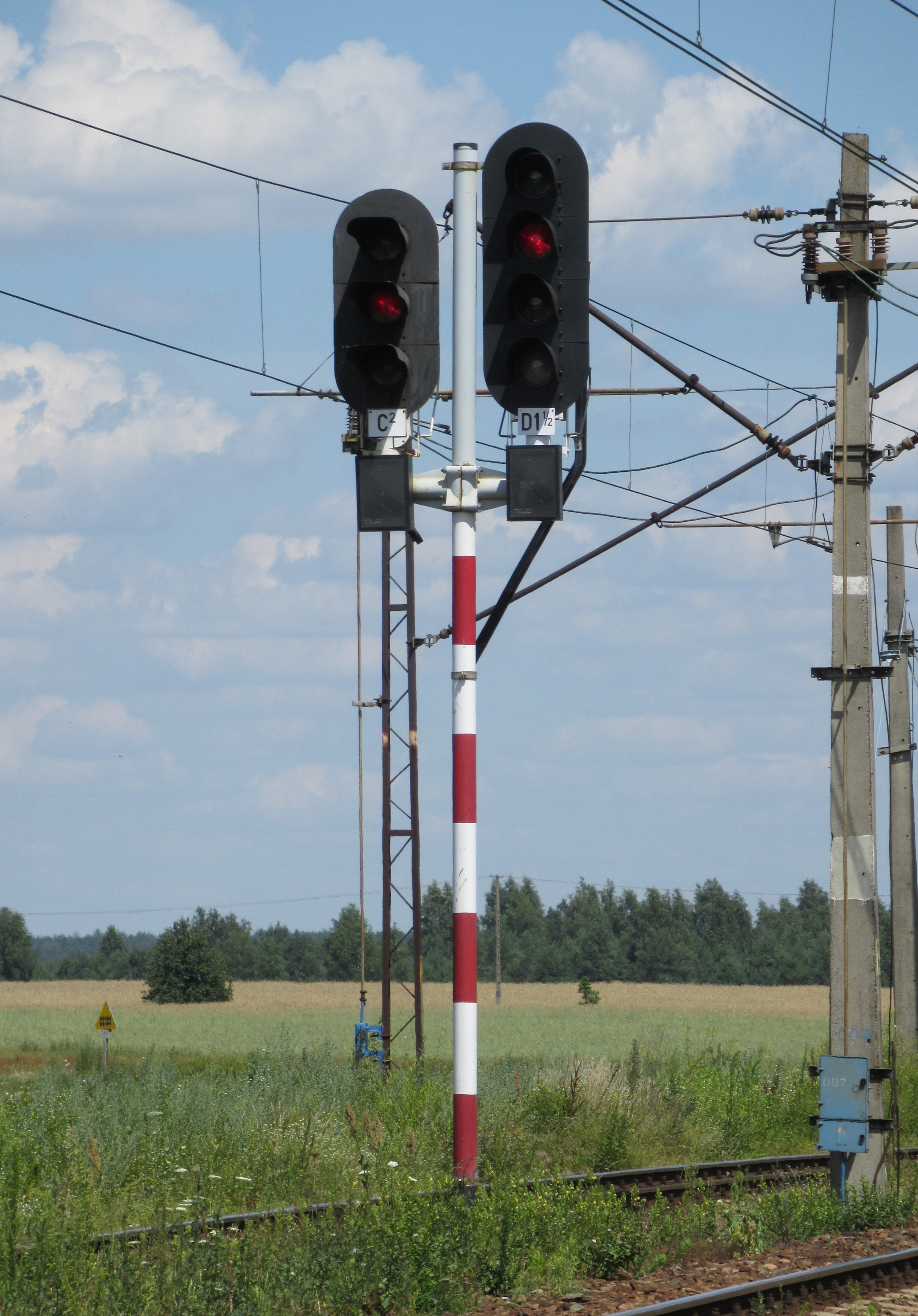
Dwie głowice semaforowe na wspólnym słupie z wygaszonymi wskaźnikami W 24

W odróżnieniu od kształtowych, semafory świetlne przekazują sygnał tylko poprzez kolory i odpowiedni układ świateł. W Polsce semafory świetlne mają zazwyczaj od dwóch do pięciu lamp. Wyjątkowo spotyka się semafory z sześcioma lampami. Niektóre semafory posiadają dodatkowo zielony lub pomarańczowy pas świetlny umieszczony pod głowicą. Pasy świetlne pozwalają na zwiększenie prędkości pociągu na pierwszej drodze jazdy do 60 km/h (pomarańczowy) lub 100 km/h (zielony), w porównaniu do 40 km/h (brak pasa świetlnego). Semafor świetlny składa się z umieszczonej na maszcie głowicy, w której znajdują się komory kolorowych świateł. Określona liczba, rodzaj i ustawienie zapalonych lamp tworzy określony sygnał. Na obwodzie zewnętrznych soczewek semaforów znajdują się sektory, które odchylają strumień światła o kąt 55 stopni, dzięki czemu maszynista w pojeździe trakcyjnym stojącym blisko sygnalizatora jest w stanie rozpoznać, które lampy emitują światło.
W roku 2024 rozpoczęto prace nad wprowadzeniem diod luminescencyjnych w miejsce żarówek.
Semafory świetlne różnią się od pozostałych kolejowych sygnalizatorów świetlnych specyficznym malowaniem masztu. Maszty semaforów samoczynnych (semaforów SBL) pomalowane są na biało, półsamoczynnych i kształtowych w czerwono-białe pasy (gdzie zawsze zaczyna się od pasa koloru czerwonego), zaś maszty pozostałych sygnalizatorów malowane są na szaro (tarcze manewrowe, tarcze ostrzegawcze, powtarzacze) bądź w czarno-białe pasy (tarcze przejazdowe).
Niekiedy na masztach semaforów montuje się dodatkowe wskaźniki. Semafory (podobnie jak inne sygnalizatory świetlne) mogą mieć głowicę zamocowaną bezpośrednio na maszcie lub na specjalnym wysięgu, tak aby zbliżyć semafor (w poziomie) do osi toru.

#### Zasilanie semaforów
Semafory zasilane są napięciem 230 V AC, które jest przetwarzane w transformatorach zasilających na napięcie 110 V i doprowadzane do głowicy sygnalizatora. Dodatkowo, w celu zapobiegnięcia powstania fałszywych sygnałów przy jednym zwarciu żył kabla, obwód światła czerwonego powinien mieć dołączony oddzielny transformator zasilający. Pozostałe światła są zasilane ze wspólnego transformatora grupowego. Światła zezwalające na jazdę oraz światła sygnałów zastępczych mają oddzielne zasilacze grupowe.
Zasilanie żarówek wyświetlających sygnały jest realizowane napięciem 12 V AC. Żarówki w sygnalizatorach mają moc 24 W. Każda komora sygnałowa w semaforze zaopatrzona jest w oddzielny transformator dla każdej żarówki, który przetwarza doprowadzone napięcie.
Komory świetlne:
- niebieska w tarczach manewrowych
- pomarańczowa w tarczach ostrzegawczych
- biała w powtarzaczach

wyposażone są dodatkowo w żarówki rezerwowe o mniejszej mocy, aby w razie przepalenia głównej żarówki rezerwowa mogła kontynuować jej zadanie do czasu wymiany żarówki głównej.

## Rodzaje semaforów

### Semafory półsamoczynne i kształtowe
Semafory te są obsługiwane przez pracownika nastawni, służące do zezwalania lub zakazywania wjazdu, wyjazdu, bądź przejazdu przez stację. Używane także na posterunkach odstępowych, zwiększających przepustowość szlaku. W Polsce są one oznaczane słupem pomalowanym w czerwone i białe pasy, bądź pasem czerwono-biało-czerwonej blachy na słupie semafora lub nad głowicą semafora jeśli znajduje się on na bramkowej konstrukcji wsporczej (jak na zdjęciach). W przypadku zastosowania semaforów półsamoczynnych pracownik ustawia sygnał zezwalający, który pod wpływem przejazdu pociągu samoczynnie zmienia się na sygnał „Stój” – dotyczy to przeważającej większości semaforów świetlnych i niektórych kształtowych (z tzw. sprzęgłem sygnałowym), natomiast w semaforach kształtowych bez sprzęgła pracownik po przejeździe pociągu musi sam zmienić sygnał na „Stój!”. Minięcie semafora wskazującego sygnał S 1 „Stój” jest zabronione, chyba że maszynista otrzyma odpowiedni rozkaz pisemny od dyżurnego ruchu (może on także zostać przekazany środkami łączności), zostanie podany sygnał zastępczy, albo jest to sygnał podany przez semafor blokady samoczynnej.

### Semafory samoczynne
Semafory samoczynne są sterowane przez urządzenia sterowania ruchem kolejowym. Przeważająca większość semaforów samoczynnych to semafory samoczynnej blokady liniowej. W Polsce takie semafory mają słupy pomalowane na biało. Semafory samoczynne w przeciwieństwie do półsamoczynnych są permisywne, co oznacza, że maszynista może pomimo wyświetlanego sygnału S 1 „Stój”, po zatrzymaniu się i nadaniu syreną sygnału Rp 1 „Baczność” wznowić jazdę z prędkością do 20 km/h, o ile w zasięgu wzroku za semaforem nie ma przeszkody uniemożliwiającej dalszą jazdę oraz aby móc natychmiast zatrzymać się w razie nagłego zauważenia przeszkody. Jeżeli na semaforze SBL znajduje się wskaźnik W 22 (kwadratowa czarna tablica ustawiona po przekątnej pionowo, a na niej biała litera „T” wykonana z materiałów odblaskowych – stosowany na wzniesieniach ponad 6%) to maszynista ciężkiego pociągu towarowego może minąć ten semafor bez zatrzymania z prędkością nie większą niż 20 km/h (dawniej 15 km/h) tak regulując prędkość, aby mógł w każdej chwili zatrzymać pociąg w razie zauważenia przeszkody do dalszej jazdy. Zatrzymanie i ponowne ruszenie pociągu towarowego o dużej masie w tych warunkach mogłoby spowodować jego rozerwanie. Analogicznie jak przy sygnale „Stój” należy postąpić, kiedy sygnał jest wątpliwy (niepewny) albo kiedy brak sygnału (semafor nieoświetlony).

## Ustawienie semaforów

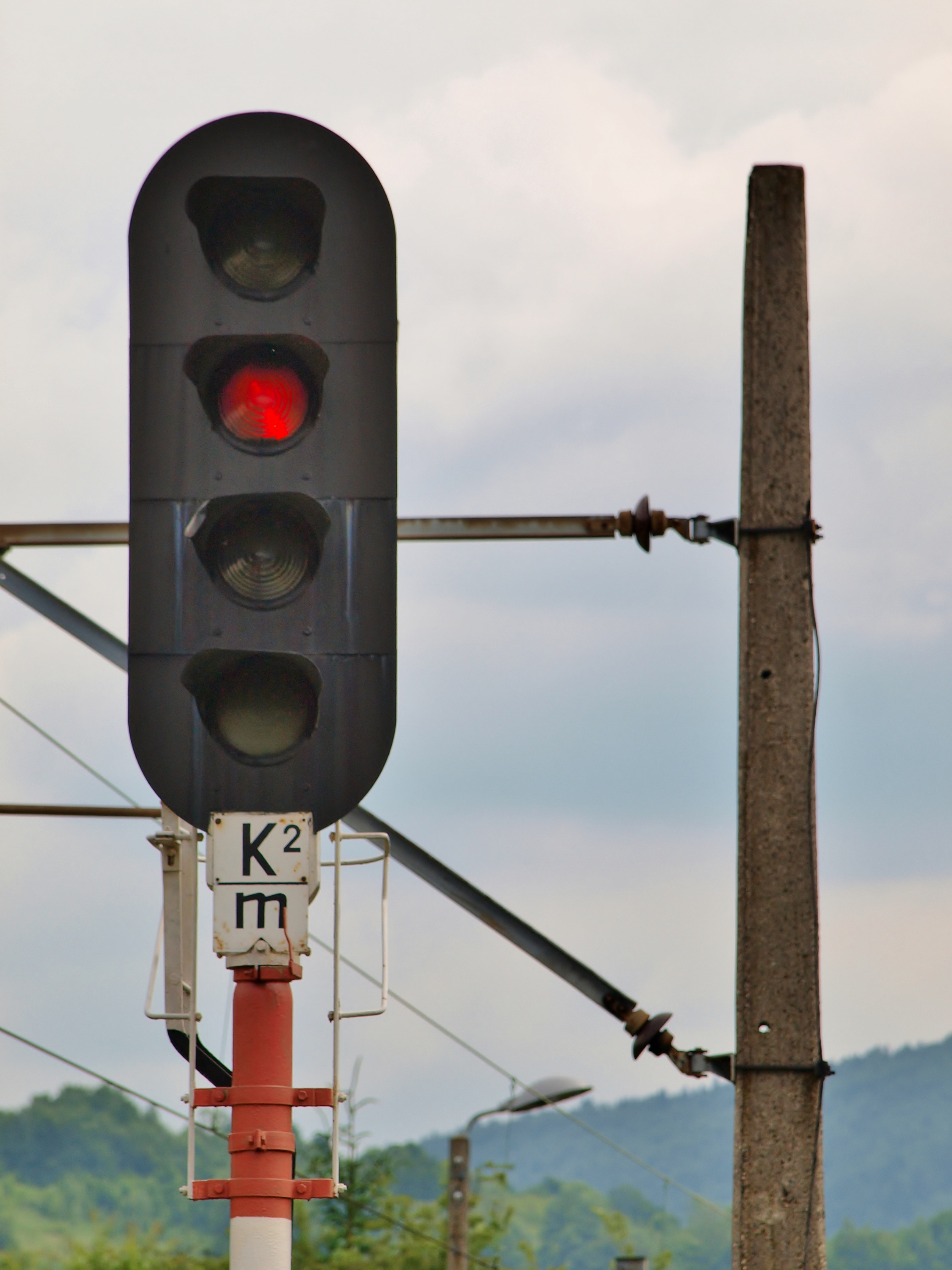
Czterokomorowy semafor wyjazdowy ze stacji Maków Podhalański, podający sygnał S 1

Na stacjach stosuje się zwykle dwie grupy semaforów: wjazdowe (A) i wyjazdowe (B) (czasem również wyjazdowe grupowe C jak na stacji Warszawa Falenica). W obrębie stacji semafor ustawiony jest po prawej stronie toru do którego się odnosi, patrząc w kierunku jazdy. Jeśli stacja posiada semafory wyjazdowe grupowe, to podanie sygnału wyjazdu na semaforze wyjazdowym jest możliwe dopiero po podaniu sygnału na semaforze grupowym (kolejność nastawiania).
Na szlaku jednotorowym obowiązuje zasada, że semafory i inne sygnalizatory ustawia się po prawej stronie toru dla każdego kierunku jazdy.
Na szlaku dwutorowym semafory ustawia się po prawej stronie dla toru prawego oraz po lewej dla toru lewego. W przypadku ruchu prawostronnego na szlaku semafory ustawione przy lewym torze oznacza się dodatkową literą N (tradycyjnie lewy tor nazywany był „niewłaściwym”, obecnie obowiązuje nazwa „przeciwny do kierunku zasadniczego”).
Dla linii wielotorowych semafory ustawia się po lewej stronie dla skrajnego lewego toru, a we wszystkich innych przypadkach po prawej stronie toru (dla prawego skrajnego toru linii dla nieskrajnych torów). W przypadku zbliżenia na szlaku torów różnych linii (odległość od osi torów mniejsza niż 10 m w poziomie i mniej niż 2,5 m różnicy poziomów) traktuje się je łącznie, tzn. semafory po stronie lewej ustawia się tylko dla lewego skrajnego toru danej grupy torów. Powyższe zasady odnoszą się także do wszystkich innych sygnalizatorów w ruchu kolejowym.
Jeżeli sygnalizator musi zostać umieszczony w innym miejscu niż jest to wymagane, wówczas w miejscu gdzie powinien stać, stosuje się wskaźnik W 15 (kwadratowa biała tablica z czarnym trójkątem zwróconym ostrzem w kierunku sygnalizatora).

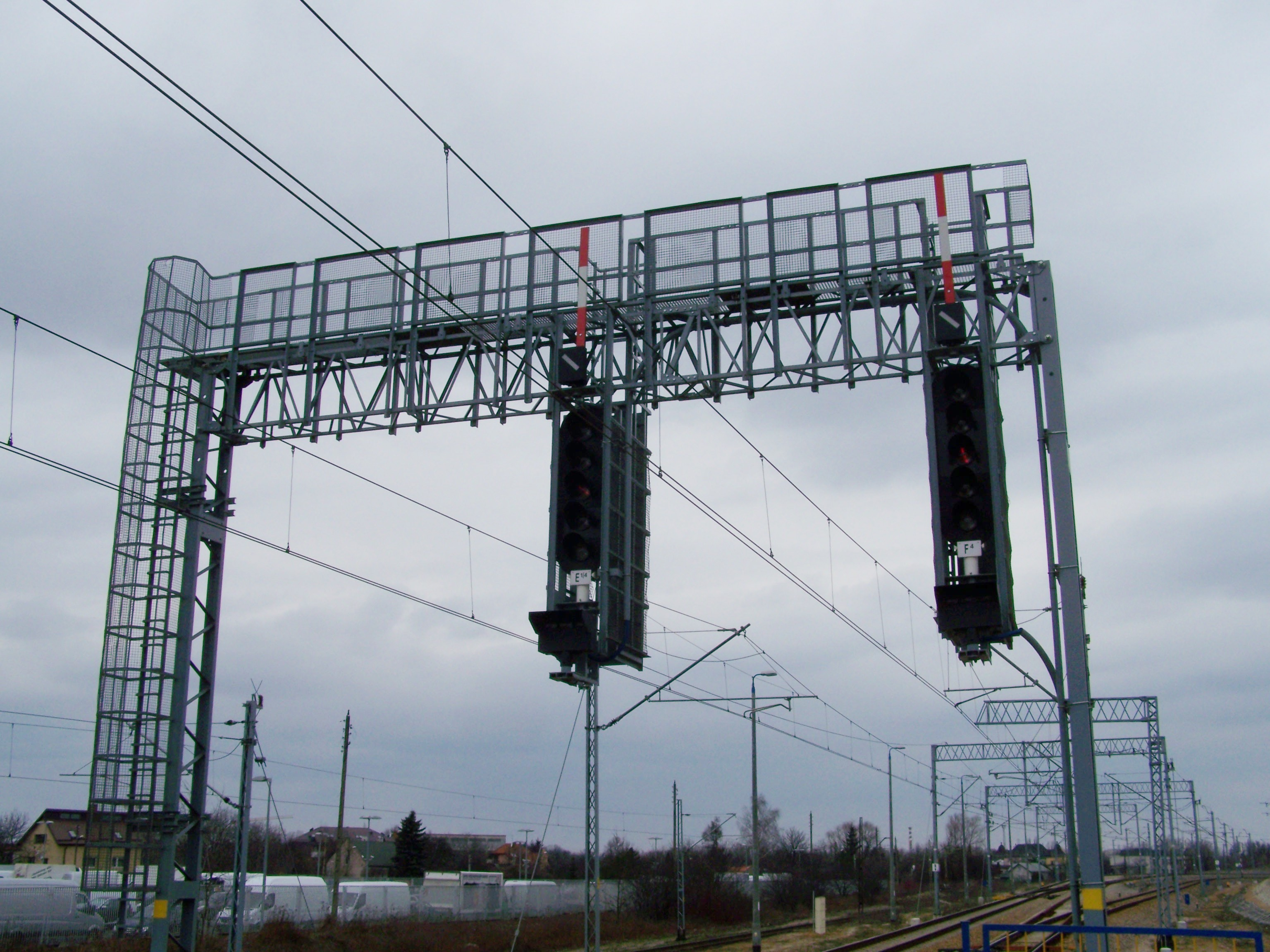
Bramka z głowicami semaforów

Ze względu na istnienie skrajni, w miejscach gdzie umieszczenie wysokiego semafora zagraża bezpieczeństwu ruchu ustawia się semafory tzw. karzełkowe o zmniejszonych wymiarach. Tego rozwiązania nie można jednak stosować na stacjach przy torach głównych zasadniczych oraz przy torach, po których odbywają się jazdy pociągów bez zatrzymania. W takim wypadku ustawia się semafor w innym miejscu (a w jego miejscu ustawia się wskaźnik W 15) lub buduje się bramki, na których umieszcza się jedną lub kilka głowic semaforów.
W odległości drogi hamowania przed semaforami wjazdowymi i odstępowymi obsługiwanymi i osłonnymi oraz przed semaforami wyjazdowymi odnoszącymi się do torów, po których przejeżdżają pociągi bez zatrzymania ustawia się tarcze ostrzegawcze. Tarcz ostrzegawczych nie ustawia się jeśli szlak przed stacją jest wyposażony w SBL. Jeśli semafor nie jest widoczny z wymaganej odległości, dodatkowo ustawia się sygnalizatory powtarzające. Powtarzaczy nie stawia się przed semaforami SBL – w zamian stosuje się wskaźnik W 11a (zawsze cztery kolejno po sobie następujące prostokątne lub kwadratowe białe tablice odpowiednio: z czterema, trzema, dwoma i jednym czarnymi pasami, wznoszącymi się ukośnie z lewa na prawo; pasy czarne na tablicach prostokątnych maluje się pod kątem 30°, a na tablicach kwadratowych – pod kątem 45°.

## Sygnały na semaforach w Polsce

### Semafory kształtowe
| Sygnały na semaforach kształtowych (dzienne i nocne) | Sygnały na semaforach kształtowych (dzienne i nocne) | Sygnały na semaforach kształtowych (dzienne i nocne) |
| ---------------------------------------------------- | ---------------------------------------------------- | ---------------------------------------------------- |
| Sr 1 Stój                                            | Sr 2 Wolna droga z największą dozwoloną prędkością   | Sr 3 Wolna droga ze zmniejszoną prędkością           |

### Semafory świetlne

#### Semafory półsamoczynne
Semafory półsamoczynne mają układ komór dostosowany do planowanych prędkości i potrzeb ruchowych na stacji. Semafory wjazdowe stacji są najczęściej pięciokomorowe o układzie świateł (od góry) zielony, pomarańczowy, czerwony, pomarańczowy, matowobiały. Semafory takie są stosowane również jako wyjazdowe, jeśli szlak za stacją jest wyposażony w SBL. W przypadku gdy istnieje możliwość przejazdu z prędkością większą niż 40 km/h (np. zezwala na to konstrukcja zwrotnic za semaforem) semafory tego typu wzbogaca się o zielony, pomarańczowy lub oba pasy świetlne, a nawet wyposaża się we wskaźnik W 21 podający dopuszczalną prędkość nie dającą się wyświetlić za pomocą sygnałów semafora. Jeśli po torze, do którego odnosi się semafor będą prowadzone jazdy wyłącznie na wprost (np. nie istnieje możliwość zjazdu na tor zwrotny) stosuje się uproszczone semafory pozbawione komór świateł pomarańczowych (układ świateł: zielony, czerwony, matowobiały) lub pozbawiony jednego pomarańczowego światła (zielony, czerwony, pomarańczowy, matowobiały). Jeśli na stacji nie prowadzi się manewrów a ruch na jej terenie jest niewielki to niektóre semafory pozbawione są komory światła matowobiałego (np. na stacji w Celestynowie). Jeśli stacja jest stacją końcową lub pociągi nie przejeżdżają przez nią bez zatrzymania można stosować semafory bez komory światła zielonego (pomarańczowy, czerwony, pomarańczowy, biały, lub, jak w przypadku końcowej stacji Warszawa Śródmieście WKD: pomarańczowy, czerwony, biały).
Logika informacji przekazywanych przez semafor jest następująca:
- górne światło zawsze pokazuje dozwoloną prędkość na drugiej drodze jazdy (za następnym semaforem), a dolne i pas świetlny na pierwszej (za danym semaforem)[7]
- jeśli świeci się tylko jedno światło to oznacza ono prędkość na drugiej drodze jazdy, prędkość na pierwszej drodze jest wtedy prędkością maksymalną na danej linii (z wyjątkiem sygnału S 1 „Stój”, kiedy jedno czerwone światło oznacza nakaz zatrzymania przed semaforem)[7]

Jeżeli obraz sygnałowy składa się z dwóch świateł, to zezwala się na jazdę przy tym semaforze oraz przez okręg zwrotnicowy osłaniany tym semaforem z prędkością zmniejszoną do 100, 60 lub 40 km/h, o czym informuje światło dolne, zawsze pomarańczowe ciągłe, ewentualnie uzupełnione pasem świetlnym koloru zielonego lub pomarańczowego. Światło górne informuje, jaki sygnał wskazuje następny semafor.

Przykład odczytywania sygnałów przedstawia poniższa tabelka:
| Prędkość na drugiej drodze jazdy   | Prędkość na drugiej drodze jazdy | Prędkość na drugiej drodze jazdy | Prędkość na drugiej drodze jazdy | Prędkość na drugiej drodze jazdy |
| ---------------------------------- | -------------------------------- | -------------------------------- | -------------------------------- | -------------------------------- |
| 40 km/h albo 60 km/h               | Vmax                             | Stój                             | 100 km/h                         | nieokreślona                     |
|                                    |                                  |                                  |                                  |                                  |
| Vmax                               | 100 km/h                         | 60 km/h                          | 40 km/h                          | Stój                             |
| Prędkość na pierwszej drodze jazdy |                                  |                                  |                                  |                                  |

| Zestawienie wszystkich sygnałów świetlnych na semaforach półsamoczynnych stosowanych w Polsce | Zestawienie wszystkich sygnałów świetlnych na semaforach półsamoczynnych stosowanych w Polsce | Zestawienie wszystkich sygnałów świetlnych na semaforach półsamoczynnych stosowanych w Polsce | Zestawienie wszystkich sygnałów świetlnych na semaforach półsamoczynnych stosowanych w Polsce |
| --- | --- | --- | --- |
| S 1 Stój | S 1 Stój | Sz Sygnał zastępczy Można przejechać obok semafora wskazującego sygnał Sr 1 lub S 1 „Stój” albo sygnał wątpliwy, albo też semafora nieoświetlonego lub przejechać obok sygnalizatora sygnału zastępczego, mającego wyłącznie latarnię ze światłem białym – bez pisemnego rozkazu | Sz Sygnał zastępczy Można przejechać obok semafora wskazującego sygnał Sr 1 lub S 1 „Stój” albo sygnał wątpliwy, albo też semafora nieoświetlonego lub przejechać obok sygnalizatora sygnału zastępczego, mającego wyłącznie latarnię ze światłem białym – bez pisemnego rozkazu |
| S 2 Jazda z najwyższą dozwoloną prędkością Semafor zezwala na jazdę z najwyższą dozwoloną dla danego pociągu prędkością i informuje, że następny semafor – jeżeli sygnał podawany przez ten semafor jest uzależniony z następnym semaforem – również zezwala na jazdę z najwyższą dozwoloną prędkością. | S 3 Jazda z największą dozwoloną prędkością – w przodzie są dwa odstępy blokowe wolne (jeżeli jest to semafor wyjazdowy lub odstępowy na szlaku wyposażonym w samoczynną blokadę liniową, nie dotyczy ostatniego semafora odstępowego samoczynnej blokady liniowej ze wskaźnikiem W 18) – albo przy następnym semaforze z prędkością nie większą niż 100 km/h (jeżeli sygnał jest wyświetlony na ostatnim semaforze samoczynnej blokady liniowej ze wskaźnikiem W18, semaforze wjazdowym lub drogowskazowym) | S 4 Następny semafor wskazuje sygnał zezwalający na jazdę z prędkością zmniejszoną do 40 lub 60 km/h. Przy tym semaforze wolno jechać z największą dozwoloną prędkością. | S 5 Następny semafor wskazuje sygnał Stój. Maszynista po minięciu semafora nadającego ten sygnał musi tak regulować prędkość jazdy, by bezpiecznie zatrzymać pociąg przed następnym semaforem wskazującym sygnał Stój.                                                           |
| S 6 Jazda z prędkością nie przekraczającą 100 km/h, a potem z najwyższą dozwoloną prędkością. | S 7 Jazda z prędkością nie przekraczającą 100 km/h przy tym i następnym semaforze. Jeżeli sygnał wyświetlony jest na semaforze wyjazdowym na szlak z samoczynną blokadą liniową oznacza, że za tym semaforem dwa odstępy blokowe są wolne. | S 8 Jazda z prędkością nie przekraczającą 100 km/h, a przy następnym semaforze z prędkością zmniejszoną do 40 lub 60 km/h | S 9 Jazda z prędkością nie przekraczającą 100 km/h, następny semafor wskazuje sygnał Stój. Maszynista po minięciu semafora nadającego ten sygnał musi tak regulować prędkość jazdy, by bezpiecznie zatrzymać pociąg przed następnym semaforem wskazującym sygnał Stój.           |
| S 10a Jazda z prędkością nie przekraczającą 60 km/h, a przy następnym semaforze z najwyższą dozwoloną prędkością. | S 11a Jazda z prędkością nie przekraczającą 60 km/h, a przy następnym semaforze z prędkością zmniejszoną do 100 km/h. Jeżeli sygnał wyświetlony jest na semaforze wyjazdowym na szlak z samoczynną blokadą liniową oznacza, że za tym semaforem dwa odstępy blokowe są wolne. | S 12a Jazda z prędkością nie przekraczającą 60 km/h, a przy następnym semaforze z prędkością zmniejszoną do 40 lub 60 km/h. | S 13a Jazda z prędkością nie przekraczającą 60 km/h, następny semafor wskazuje sygnał Stój. Maszynista po minięciu semafora nadającego ten sygnał musi tak regulować prędkość jazdy, by bezpiecznie zatrzymać pociąg przed następnym semaforem wskazującym sygnał Stój.          |
| S 10 Jazda z prędkością nie przekraczającą 40 km/h, a przy następnym z najwyższą dozwoloną prędkością. | S 11 Jazda z prędkością nie przekraczającą 40 km/h, a przy następnym semaforze z prędkością zmniejszoną do 100 km/h. Jeżeli sygnał wyświetlony jest na semaforze wyjazdowym na szlak z samoczynną blokadą liniową oznacza, że za tym semaforem dwa odstępy blokowe są wolne. | S 12 Jazda z prędkością nie przekraczającą 40 km/h, a przy następnym z prędkością zmniejszoną do 40 lub 60 km/h. | S 13 Jazda z prędkością nie przekraczającą 40 km/h, następny semafor wskazuje sygnał Stój. Maszynista po minięciu semafora nadającego ten sygnał musi tak regulować prędkość jazdy, by bezpiecznie zatrzymać pociąg przed następnym semaforem wskazującym sygnał Stój.           |

#### Semafory samoczynne

##### Samoczynna Blokada Liniowa (SBL)
Semafory dwustawnej samoczynnej blokady liniowej występują na sieci WKD, metrze, tunelu Krakowskiego Szybkiego Tramwaju oraz od połowy grudnia 2016 na sieci PKP PLK, na liniach kolejowych: 18, 61, 401. Semafory posiadają dwie komory świetlne: zieloną i czerwoną. Semafory najczęściej stosowanej w Polsce blokady trzystawnej posiadają 3 lampy: zieloną, czerwoną i pomarańczową. Semafory blokady czterostawnej (używanej na liniach magistralnych o wysokiej prędkości szlakowej) mają taki sam układ lamp jak semafory blokady trzystawnej, lecz mogą dodatkowo wyświetlić sygnał S 3 (migające zielone światło). Sygnał ten informuje maszynistę o dwóch odstępach blokowych wolnych. Dzięki temu odległość między semaforami może wynosić połowę długości drogi hamowania zamiast całej drogi hamowania, która przy dużych prędkościach może być bardzo długa (do 1300 m). Od 2014 r. odległość umiejscowienia ostatniego semafora czterostawnej SBL (ze wskaźnikiem W18 „wskaźnik samoczynnej blokady liniowej”) względem semafora wjazdowego nie może być krótsza niż wymagana droga hamowania. Zmiana ta jest powodem, dla którego zarządca linii kolejowej (PKP PLK) zmniejszył prędkości drogowe np. do 100 km/h (na linii nr 9, szlak Gdańsk Południe-Pruszcz Gdański patrząc od strony Gdańska, gdzie odległość między semaforem SBL z W18 a semaforem wjazdowym wynosi około 800 m).
| Zestawienie sygnałów stosowanych w SBL                                               | Zestawienie sygnałów stosowanych w SBL                                               | Zestawienie sygnałów stosowanych w SBL                                               | Zestawienie sygnałów stosowanych w SBL | Zestawienie sygnałów stosowanych w SBL | Zestawienie sygnałów stosowanych w SBL | Zestawienie sygnałów stosowanych w SBL                                 | Zestawienie sygnałów stosowanych w SBL                                 | Zestawienie sygnałów stosowanych w SBL                                 | Zestawienie sygnałów stosowanych w SBL | Zestawienie sygnałów stosowanych w SBL | Zestawienie sygnałów stosowanych w SBL |
| Blokada dwustawna                                                                    | Blokada dwustawna                                                                    | Blokada dwustawna                                                                    | Blokada dwustawna | Blokada dwustawna | Blokada dwustawna | Blokada dwustawna                                                      | Blokada dwustawna                                                      | Blokada dwustawna                                                      | Blokada dwustawna                      | Blokada dwustawna                      | Blokada dwustawna                      |
| ------------------------------------------------------------------------------------ | ------------------------------------------------------------------------------------ | ------------------------------------------------------------------------------------ | --- | --- | --- | ---------------------------------------------------------------------- | ---------------------------------------------------------------------- | ---------------------------------------------------------------------- | -------------------------------------- | -------------------------------------- | -------------------------------------- |
| S 2 Wolna droga                                                                      | S 2 Wolna droga                                                                      | S 2 Wolna droga                                                                      | S 2 Wolna droga | S 2 Wolna droga | S 2 Wolna droga | S 1 Stój                                                               | S 1 Stój                                                               | S 1 Stój                                                               | S 1 Stój                               | S 1 Stój                               | S 1 Stój                               |
| Blokada trzystawna                                                                   |                                                                                      |                                                                                      | | | |                                                                        |                                                                        |                                                                        |                                        |                                        |                                        |
| S 2 Jazda z największą dozwoloną prędkością. Co najmniej dwa odstępy blokowe wolne.  | S 2 Jazda z największą dozwoloną prędkością. Co najmniej dwa odstępy blokowe wolne.  | S 2 Jazda z największą dozwoloną prędkością. Co najmniej dwa odstępy blokowe wolne.  | S 2 Jazda z największą dozwoloną prędkością. Co najmniej dwa odstępy blokowe wolne.                                                                          | S 5 Następny semafor wskazuje sygnał Stój. Jeden odstęp blokowy wolny.                                                                                       | S 5 Następny semafor wskazuje sygnał Stój. Jeden odstęp blokowy wolny.                                                                                       | S 5 Następny semafor wskazuje sygnał Stój. Jeden odstęp blokowy wolny. | S 5 Następny semafor wskazuje sygnał Stój. Jeden odstęp blokowy wolny. | S 1 Stój                                                               | S 1 Stój                               | S 1 Stój                               | S 1 Stój                               |
| Blokada czterostawna                                                                 |                                                                                      |                                                                                      | | | |                                                                        |                                                                        |                                                                        |                                        |                                        |                                        |
| S 2 Jazda z największą dozwoloną prędkością. Co najmniej trzy odstępy blokowe wolne. | S 2 Jazda z największą dozwoloną prędkością. Co najmniej trzy odstępy blokowe wolne. | S 2 Jazda z największą dozwoloną prędkością. Co najmniej trzy odstępy blokowe wolne. | S 3 Jazda z największą dozwoloną prędkością – w przodzie są dwa odstępy blokowe wolne – albo przy następnym semaforze z prędkością nie większą niż 100 km/h. | S 3 Jazda z największą dozwoloną prędkością – w przodzie są dwa odstępy blokowe wolne – albo przy następnym semaforze z prędkością nie większą niż 100 km/h. | S 3 Jazda z największą dozwoloną prędkością – w przodzie są dwa odstępy blokowe wolne – albo przy następnym semaforze z prędkością nie większą niż 100 km/h. | S 5 Następny semafor wskazuje sygnał Stój. Jeden odstęp blokowy wolny. | S 5 Następny semafor wskazuje sygnał Stój. Jeden odstęp blokowy wolny. | S 5 Następny semafor wskazuje sygnał Stój. Jeden odstęp blokowy wolny. | S 1 Stój                               | S 1 Stój                               | S 1 Stój                               |

Sygnał S 3 na przedostatnim semaforze czterostawnej samoczynnej blokady liniowej oznacza, że na semaforze wjazdowym nie podano jeszcze sygnału zezwalającego na jazdę. Ten sam sygnał na ostatnim semaforze czterostawnej samoczynnej blokady liniowej (ze wskaźnikiem W 18) lub ostatnim semaforze trzystawnej samoczynnej blokady liniowej oznacza, że wjazd podano:
- z prędkością do 100 km/h przy semaforze wjazdowym: sygnały S 6, S 7, S 8 lub S 9 – zawsze na dole pomarańczowe ciągłe i zielony pas
- bez ograniczenia prędkości przy semaforze wjazdowym jednakże maszynista ma, zbliżając się do semafora wjazdowego, zachować szczególną ostrożność[potrzebny przypis] (tu: drugi w kolejności semafor ogranicza prędkość jazdy za nim do 40 lub 60 km/h bądź nakazuje zatrzymać się): sygnały S 4 i S 5 – jedno światło pomarańczowe ciągłe lub migające

Na blokadzie trzystawnej sygnał S 3 występuje jedynie na ostatnim semaforze SBL.

##### Sygnał S 1a

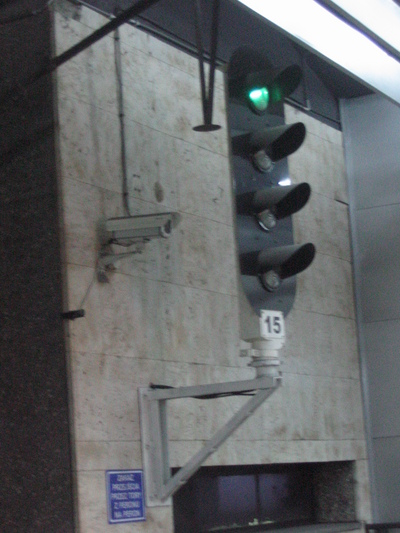
Sygnalizator umożliwiający podanie sygnału S 1a na przystanku osobowym Warszawa Śródmieście

| S 1a Stój – absolutny zakaz wjazdu do tunelu. Sygnał S 1a jest stosowany na szlakach: Warszawa Zachodnia – Warszawa Wschodnia, Warszawa Centralna – Warszawa Wschodnia oraz Łódź Widzew – Łódź Fabryczna |

Jedynym sygnałem wyświetlanym przez semafor, na którym pojawiają się dwa czerwone światła jednocześnie, jest rzadko spotykany sygnał S 1a, czyli Stój – absolutny zakaz wjazdu do tunelu. Semafor z dwiema komorami czerwonymi można zobaczyć m.in. na przystankach Warszawa Powiśle i Warszawa Śródmieście (zdjęcie obok), a także przed wjazdem do dalekobieżnej części tunelu od strony Warszawy Wschodniej oraz w tunelu linii kolejowej nr 17 na szlaku Łódź Widzew – Łódź Fabryczna.
Sygnał ten występuje również w Metrze Warszawskim.
Użycie aż dwóch czerwonych świateł jest podyktowane faktem, że wspomniany semafor jest sygnalizatorem SBL. Taki samoczynny semafor, gdy wskazuje światło czerwone, maszynista może w zgodzie z przepisami ruchu minąć po zatrzymaniu, jadąc ostrożnie na widoczność i bez przekraczania prędkości 20 km/h. Aby wprowadzić zabezpieczenie wymuszające bezwzględne zatrzymanie pociągu przed wjazdem do tunelu (na przykład w wypadku pożaru), wprowadzono sygnał S 1a.

#### Semafory nietypowe (stosowane do odwołania)
Na powyższych ilustracjach przedstawiono najczęściej spotykany układ komór semaforów świetlnych. Układ komór nie jest jednak regułą, a w niektórych przypadkach wciąż są stosowane pięciokomorowe semafory o innym układzie lamp (np. pomarańczowy, czerwony, pomarańczowy, zielony, biały na stacji w Celestynowie), mogące wyświetlić tylko niektóre z powyższych sygnałów. Ponadto na niektórych stacjach używa się wciąż semaforów sześciokomorowych, które pozwalają wyświetlić tylko niektóre z podanych sygnałów. Semafory takie są spotykane np. na stacjach Tarnów, Warszawa Włochy i Dębica Towarowa. Przepisy wciąż dopuszczają podawanie za pomocą takich semaforów sygnałów innych niż podane powyżej. Np. dwa światła zielone oznaczają wolną drogę ze zmniejszoną prędkością za tym semaforem, następny semafor podaje sygnał zezwalający na jazdę, a sygnał złożony ze światła pomarańczowego i światła zielonego (poniżej) oznacza wolną drogę, a na następnym semaforze wolną drogę ze zmniejszoną prędkością.
| Sygnały stosowane do odwołania | Sygnały stosowane do odwołania                                                                  | Sygnały stosowane do odwołania |
| --- | ----------------------------------------------------------------------------------------------- | ------------------------------ |
| „Wolna droga ze zmniejszoną prędkością” lub „Wolna droga ze zmniejszoną prędkością. Następny semafor wskazuje sygnał zezwalający na jazdę.” | „Wolna droga. Następny semafor wskazuje sygnał zezwalający na jazdę ze zmniejszoną prędkością.” |                                |

### Semafory stosowane historycznie

#### Semafory trzyramienne
Do lat 50. XX w. w Polsce stosowano również semafory trzyramienne. Było to związane z inną zasadą nadawania sygnałów semaforowych, w którym to istotną rolę pełniło informowanie maszynisty o kierunku ruchu pociągu, wobec czego musiał on samodzielnie dostosować prędkość. Obecne semafory podają gotową informację o prędkości, więc system ten został wycofany. Dodatkową różnicą w tamtych czasach było niewystępowanie pomarańczowej latarni na semaforowych masztach, gdyż była zarezerwowana ona jedynie dla tarcz ostrzegawczych. Zamiast niej stosowano kolejne latarnie zielone. Stwarzało to jednak niebezpieczeństwo, w razie wypalenia się jednej z nich, z powodu większej możliwości pomyłki z innym sygnałem.
| Sygnały na semaforach kształtowych (dzienne i nocne) | Sygnały na semaforach kształtowych (dzienne i nocne) | Sygnały na semaforach kształtowych (dzienne i nocne) | Sygnały na semaforach kształtowych (dzienne i nocne)               |
| ---------------------------------------------------- | ---------------------------------------------------- | ---------------------------------------------------- | ------------------------------------------------------------------ |
| S 1 Stój                                             | S 2 Wolna droga                                      | S 3 Wolna droga ze zmniejszoną prędkością            | S 4 Wolna droga ze zmniejszoną prędkością w innym kierunku niż S 3 |

## Semafory a manewry
Semafory półsamoczynne (semaforów samoczynnych nie wyposaża się w komorę światła matowobiałego) posiadające pod oznaczeniem literowym dodatkowo literkę m, posiadają komorę światła matowobiałego mogącą wyświetlić sygnał manewrowy Ms 2 „Jazda manewrowa dozwolona”. Jako sygnał zabraniający jazdy manewrowej stosowany jest sygnał S 1, który oznacza, że zarówno jazda manewrowa, jak i pociągowa są zabronione. Komora światła matowobiałego w semaforach bez m w oznaczeniu służy tylko do wyświetlania sygnału zastępczego.
| Sygnały na semaforach z komorą manewrową | Sygnały na semaforach z komorą manewrową | Sygnały na semaforach z komorą manewrową | Sygnały na semaforach z komorą manewrową |
| ---------------------------------------- | ---------------------------------------- | ---------------------------------------- | ---------------------------------------- |
| S 1 Jazda manewrowa zabroniona           | S 1 Jazda manewrowa zabroniona           | Ms 2 Jazda manewrowa dozwolona           | Ms 2 Jazda manewrowa dozwolona           |

## Unieważnienie semafora
Semafory, urządzenia do wyświetlania sygnału zastępczego i tarcze zaporowe, których używania zaprzestano i ich wskazania nie odnoszą się do rzeczywistej sytuacji ruchowej, a także te, których jeszcze nie oddano do użytku, oznacza się w następujący sposób:
- na semaforze kształtowym ramiona opuszcza się (zwiesza się je pionowo do dołu) lub przymocowuje do słupa (albo umieszcza na ramieniu, latarni) semafora wskaźnik W 31 (biały ukośny krzyż o kącie rozwarcia 120 stopni), lub zdejmuje się tarczę sygnalizatora[49]
- na semaforze świetlnym wskaźnik W 31 przymocowuje się pod latarnią semafora[50]

Wskazania takich sygnalizatorów są nieważne i maszynista prowadząc pociąg nie stosuje się do nich. Sygnalizatorów unieważnionych (zarówno kształtowych, jak i świetlnych) nie oświetla się.
Powyższe tyczy się nie tylko semaforów, lecz wszystkich sygnalizatorów.

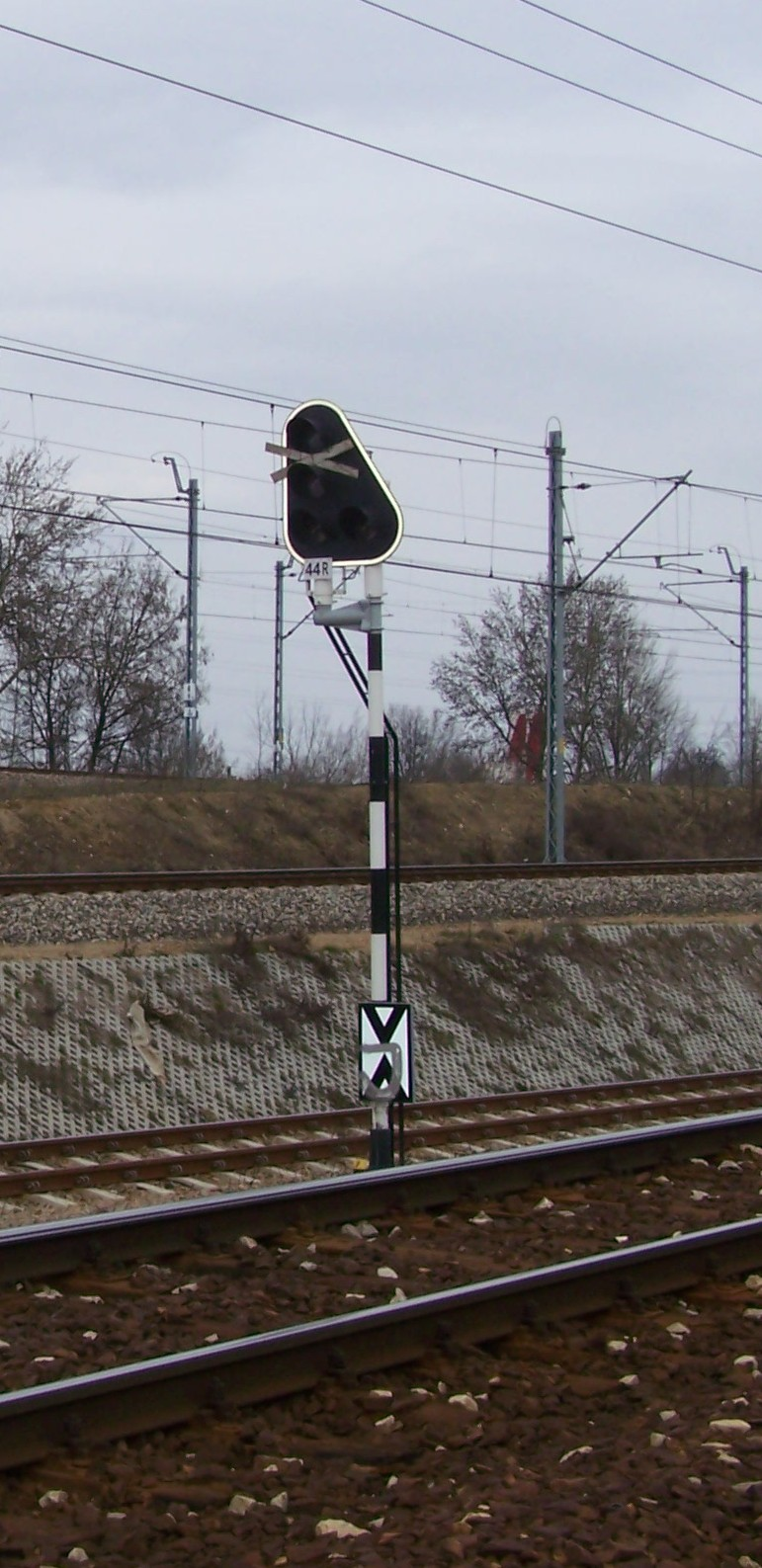
Unieważniona tarcza ostrzegawcza przejazdowa
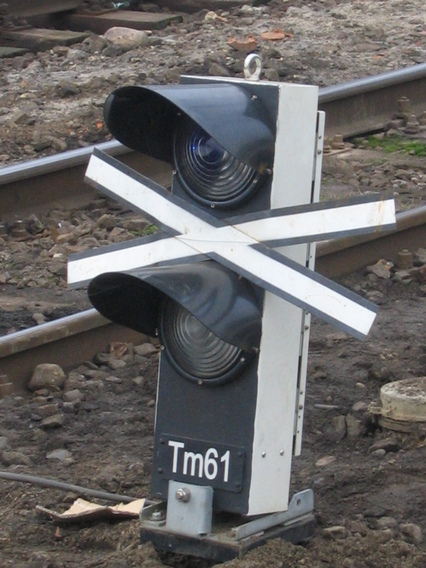
Unieważniona tarcza manewrowa
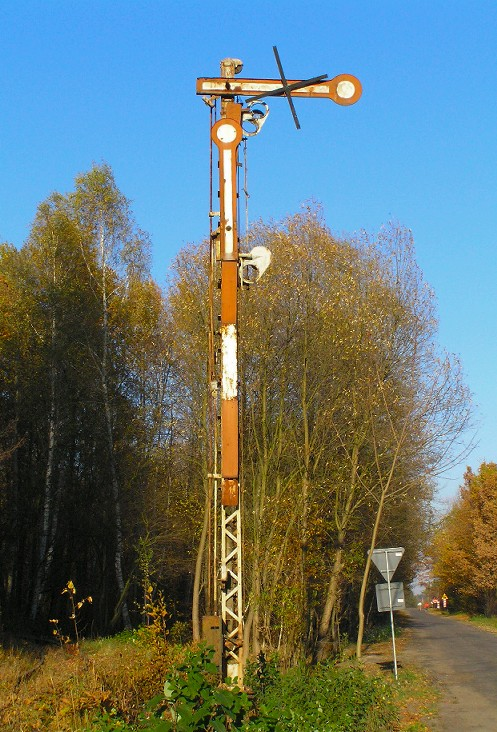
Nieczynny semafor wjazdowy do Rozalina na Nałęczowskiej Kolei Dojazdowej
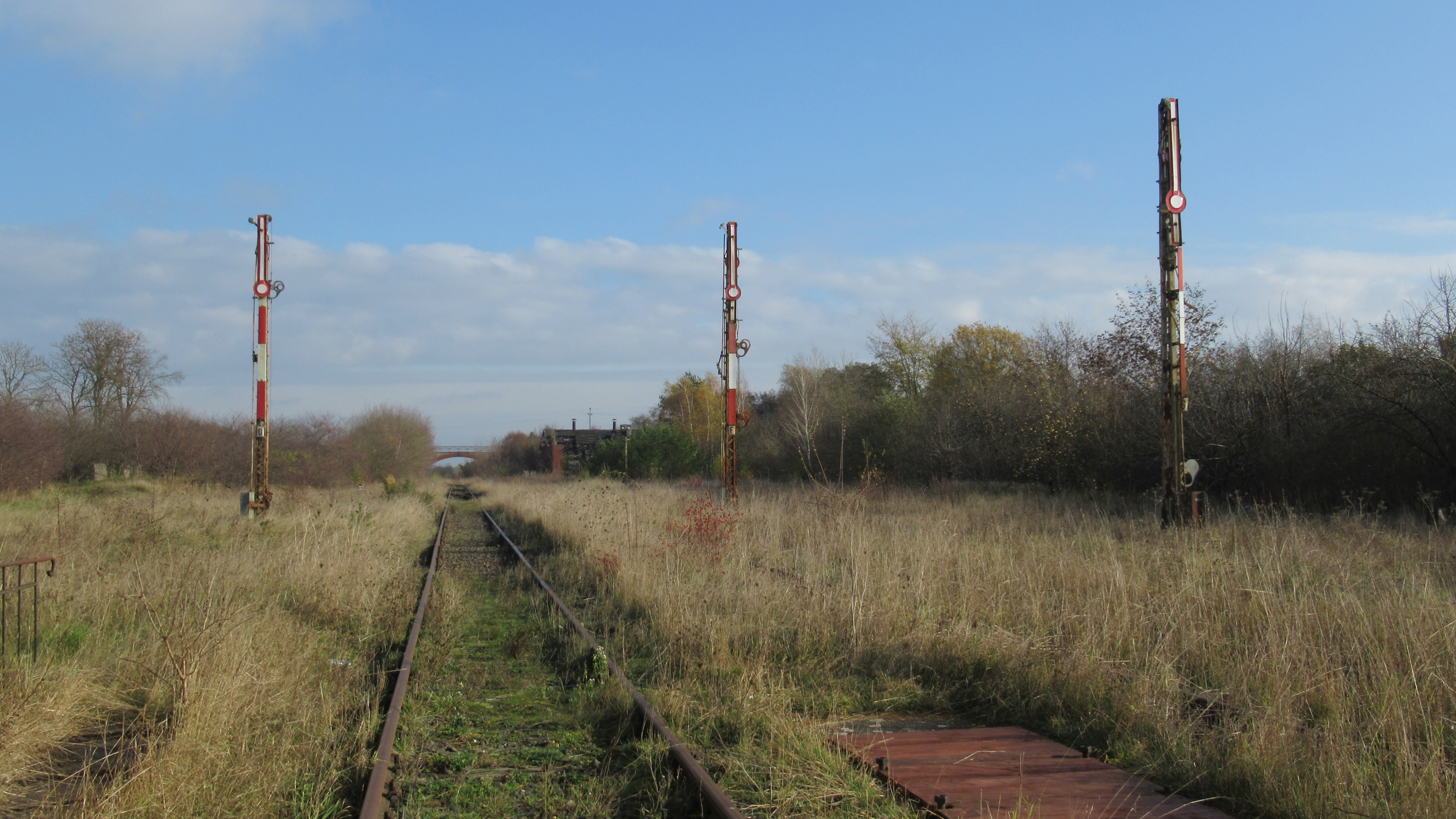
Nieczynne semafory z opuszczonymi ramionami w Pruszczu-Bagienicy